# Euagros (Lapithe)

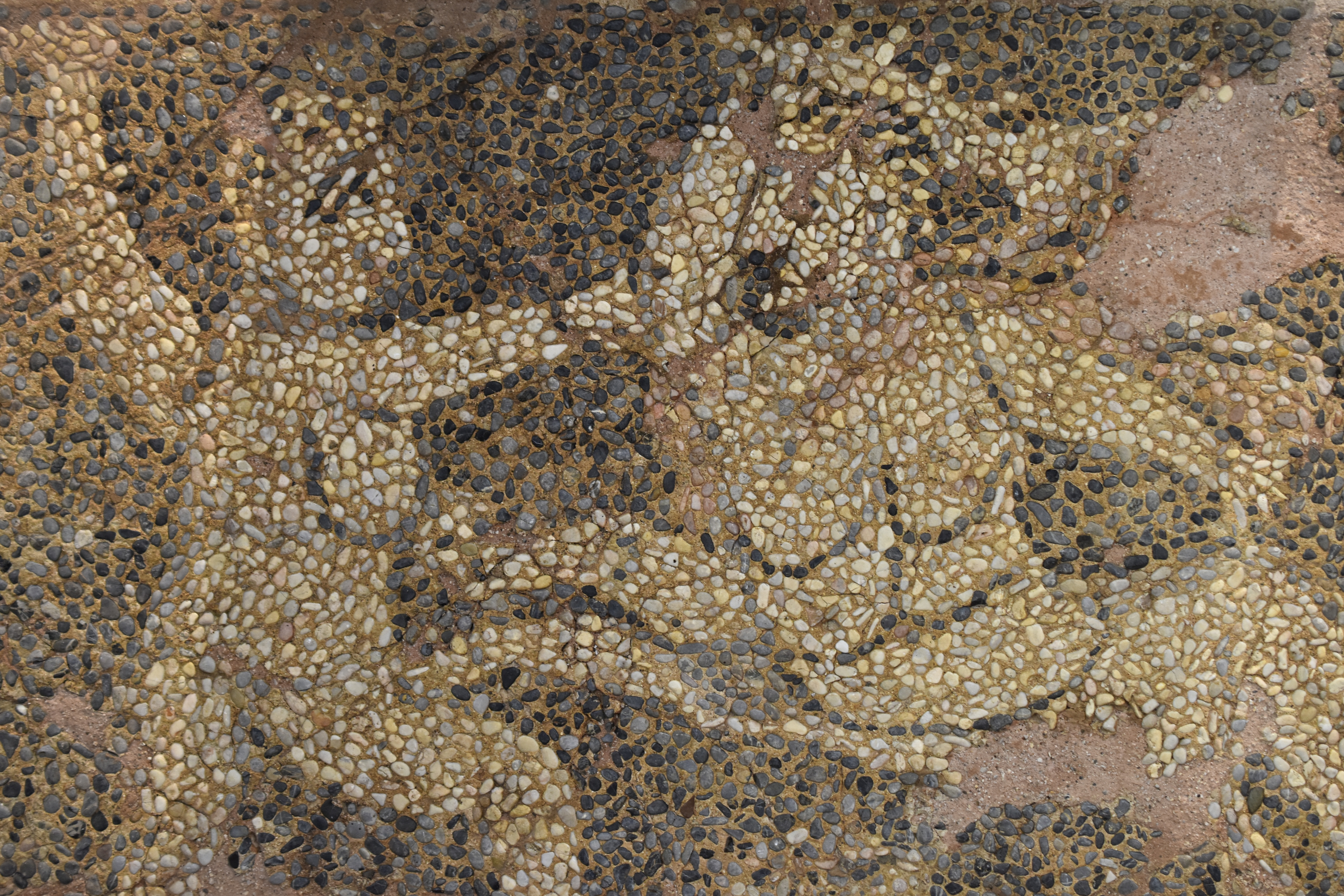
Mosaik, 2. Jh. v. Chr., Kentaur attackiert einen Lapithen.

Euagros ist in der griechischen Mythologie ein Lapithe, der in der Kentauromachie auf der Hochzeit des Peirithoos vom Kentauren Rhoetus getötet wird. Einzige Quelle ist das zwölfte Buch der ovidischen Metamorphosen.

## Name
Der Name Euagros kommt vom griechischen εὔαγρος, eúagros, zusammengesetzt aus dem Adverb ἐύ, eú, gut, glücklich und dem Verb ἀγρέω, agréō jagen, fangen, somit substantiviert als Name „der Glückliche auf der Jagd.“ Lateinisch und deutsch auch Eúagrus mit derselben Betonung wie im Griechischen, da die vorletzte Silbe a wegen der Muta cum Liquida gr kurz ist.
Den Namen für einen Lapithen zu verwenden, ist wohl eine Erfindung Ovids. Er wird dem „glücklichen Jäger“ nichts nützen, denn er wird selbst zum Gejagten.

## Mythos
Der Kentaur Rhoetus stürmt im Kampf heran und greift gleich drei Lapithen an, den Corythus, Euagros und Dryas (Vers 290). Mit dem jungen und unerfahrenen Corythus macht er kurzen Prozess (291), was Euagros verächtlich kommentiert: „292 Was hast du (Rhoetus) für Ehre, / dass dir ein Knabe (der Corythus) erlag?“ Sein Gegner – er kämpft mit „287 einem brennenden Pfahl, semicremo stipite“ – zögert nicht lange: 
„Nicht läßt der erbitterte Rhoethus / Weiteres reden und stößt dem sprechenden Mann (Euagros) in den offnen / 295 Mund und hinab durch den Mund in die Brust die gerötete Flamme“ (Übersetzung Suchier).

„Nec dicere Rhoetus / plura sinit rutilasque ferox in aperta loquentis / 295 condidit ora viri perque os in pectora flammas“ (Original Ovid).
Nach Euagros' Tod gelingt es dann Dryas doch noch, den Rhoetus in die Flucht zu jagen und die Schlacht zu Gunsten der Lapithen zu wenden.

### Literarische Gestaltung
Ovid liefert im Kentauren-Lapithen-Gemetzel mit Euagros eine neue Variation des Tötens und steigert diese ins Groteske. Dies verstärkt er durch zwei Enjambements: rutilas ... flammas, gerötete ... Flamme und aperta ... ora, offener ... Mund, die verschachtelt in einem weiten Spannungsbogen das tödliche condere = tief hineinstoßen umschließen. Die Übersetzung kann diese Wortstellung nicht nachahmen.